# Lionel Charbonnier
Lionel André Michel Charbonnier (* 25. října 1966, Poitiers) je bývalý francouzský fotbalový brankář.
S francouzskou fotbalovou reprezentací vyhrál mistrovství světa roku 1998, byť na závěrečném turnaji nenastoupil. Za národní tým odehrál 1 utkání, roku 1997.
S AJ Auxerre se stal v sezóně 1995/96 mistrem Francie a dvakrát získal francouzský pohár (1993/94, 1995/96). S Glasgow Rangers má dva skotské tituly i poháry, pokaždé šlo o zisk double (1998/99, 1999/00).
Hrál za AJ Auxerre (1987–1998), Glasgow Rangers (1998–2001) a
Lausanne Sports (2001–2002).
Po skončení hráčské kariéry se stal trenérem.